# Raïon de Troïtsk (oblast de Tcheliabinsk)
Pour les articles homonymes, voir Raïon de Troïtsk.
Le raïon de Troïtsk (en russe : Троицкий район, Troïtski raïon) est une subdivision administrative de l'oblast de Tcheliabinsk, en Russie. Son centre administratif est la ville de Troïtsk, qui n'en fait pas partie.

## Histoire
À partir de la seconde moitié du XIXe siècle, la région  été mise en valeur par des paysans originaires d'Ukraine et de Russie centrale. Ceux-ci ont fondé plusieurs villages dont la toponymie renvoie à leurs origines.
Le 3 septembre 1919, le décret formant la province de Tcheliabinsk se traduit par l'incorporation des terres du comté. Le raïon est formé quant à lui le 20 février 1924.

## Administration
| №  | Municipalité                          | Centre           | Population (2002) |
| -- | ------------------------------------- | ---------------- | ----------------- |
| 1  | Municipalité de Bieloziopi            | Bieloziopi       | 1 772             |
| 2  | Bobravka                              | Bobravka         | 4 718             |
| 3  | Municipalité de Drobichieva           | Drobichieva      | 2 392             |
| 4  | Municipalité de Karsi                 | Karsi            | 2 055             |
| 5  | Municipalité de Klioutchevka          | Klioutchevka     | 2 017             |
| 6  | Municipalité de Kliastitchkoie        | Kliastitchkoie   | 2 298             |
| 7  | Municipalité de Kasabrodska           | Tchelinïi        | 2 687             |
| 8  | Municipalité de Nijniaia Sanarka      | Nijniaia Sanarka | 2 921             |
| 9  | Municipalité de Piestchanoïe          | Piestchanoïe     | 1 790             |
| 10 | Municipalité de Rodniki               | Rodniki          | 2 359             |
| 11 | Municipalité de Novïi Mir             | Novïi Mir        | 895               |
| 12 | Municipalité du Sovkhoze de Troïtchka | Skalisti         | 1 989             |
| 13 | Municipalité de Tchernorietchie       | Tchernorietchie  | 966               |
| 14 | Municipalité de Chantarino            | Chantarino       | 1 039             |
| 15 | Municipalité d'Iasnie Poliani         | Iasnie Poliani   | 1 672             |